# Vlag van Trentino-Zuid-Tirol

Vlag van Trentino-Zuid-Tirol

De vlag van Trentino-Zuid-Tirol bestaat uit twee even hoge horizontale banen in de kleuren wit (boven) en blauw, met in het midden het wapen van deze Italiaanse regio. Het wapen bestaat uit vier kwartieren die de twee provincies van Trentino-Zuid-Tirol symboliseren: het eerste en vierde kwartier bevatten de adelaar van de provincie Trente, terwijl de andere twee kwartieren de Tiroler adelaar bevatten. De adelaar van Tirol staat ook in de vlag van Zuid-Tirol. Wit en blauw zijn de kleuren waarop de wapenschilden van respectievelijk Trente en Zuid-Tirol in de oudheid werden gedragen. Het is nooit wettelijk vastgelegd, in tegenstelling tot het wapen en gonfalone, goedgekeurd op 17 september 1982 en goedgekeurd bij presidentieel decreet van 21 maart 1983.